# 洛克斯哈特克黑格罗夫斯 (佛罗里达州)
洛克斯哈特克黑格罗夫斯（英語：Loxahatchee Groves），是美国佛罗里达州下属的一座城镇。建立于2006年。面积约 为32.4平方公里（约合12.5平方英里）。根据2010年美国人口普查，该市有人口3,180人。论人口在本州排行第 241。